# Comuna de Kwilcz
Kwilcz (polaco: Gmina Kwilcz) é uma gminy (comuna) na Polónia, na voivodia de Grande Polónia e no condado de Międzychodzki. A sede do condado é a cidade de Kwilcz.
De acordo com os censos de 2004, a comuna tem 6122 habitantes, com uma densidade 43,2 hab/km².

## Área
Estende-se por uma área de 141,78 km², incluindo:
- área agricola: 60%
- área florestal: 29%

## Demografia
Dados de 30 de Junho 2004:
|                      | Total   | Total | Mulheres | Mulheres | Homens  | Homens |
| -------------------- | ------- | ----- | -------- | -------- | ------- | ------ |
|                      | pessoas | %     | pessoas  | %        | pessoas | %      |
| População            | 6122    | 100   | 3086     | 50,4     | 3036    | 49,6   |
| Densidade (pop./km²) | 43,2    | 100   | 21,8     | 21,8     | 21,4    | 21,4   |

De acordo com dados de 2002, o rendimento médio per capita ascendia a 1426,85 zł.

## Subdivisões
- Augustowo, Chorzewo, Chudobczyce, Daleszynek, Kubowo, Kurnatowice, Kwilcz, Lubosz, Mechnacz, Miłostowo, Mościejewo, Niemierzewo, Prusim, Rozbitek, Upartowo, Wituchowo.

## Comunas vizinhas
- Chrzypsko Wielkie, Lwówek, Międzychód, Pniewy, Sieraków